# 波里奇恰扎德維爾涅
49°41′19″N 23°42′13″E / 49.68861°N 23.70361°E
波里奇恰扎德維爾涅（烏克蘭語：Поріччя Задвірне），是烏克蘭的村落，位於該國西部利沃夫州，由戈羅多克區負責管轄，始建於1630年，面積0.68平方公里，海拔高度262米，2001年人口632，人口密度每平方公里929.41人。